# Georg Berowitsch

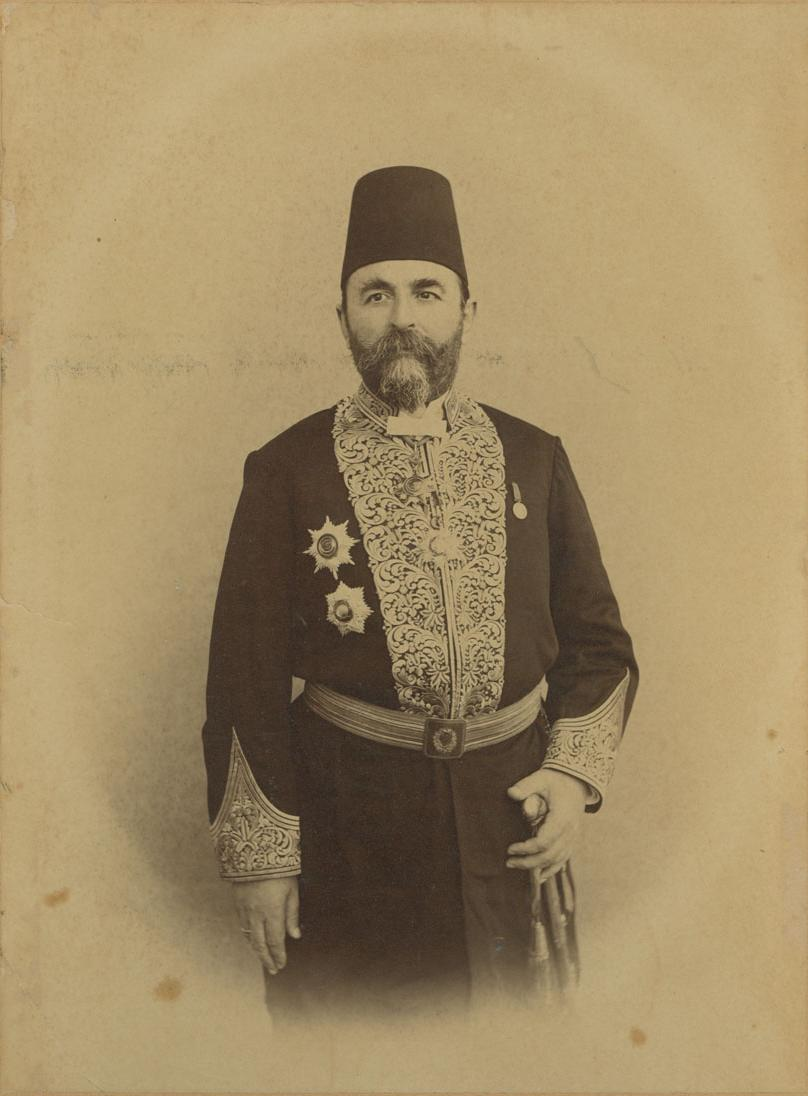
Georg Berowitsch Pascha

Georg Berowitsch Pascha (griechisch Γεώργιος Βέροβιτς Geórgios Vérovits, serbisch Ђорђе Беровић Đorđe Berović, türkisch Beroviç Paşa, * 1845 in Scutari; † 1925 in Dubrovnik) war ein christlicher Staatsmann des Osmanischen Reiches, der als Generalgouverneur (wâli) von Kreta sowie als Fürst von Samos diente.
Berowitsch wurde im Sandschak von Scutari geboren, das heute in Albanien liegt, und war serbischer Herkunft. Er war der letzte in einer Reihe von Paschas aus der osmanischen Berowitsch-Familie. Im Osmanischen Reich des 19. Jahrhunderts begann die Regierung des Osmanischen Reiches damit, Söhne aus christlichen Familien zur Erziehung nach Istanbul zu schicken, um später für von mehrheitlich von Christen bewohnte Regionen christliche Verwalter zu haben.
Georg Berowitsch erhielt mehrere Verwaltungsposten in der anatolischen Türkei. Im Vilâyet Kreta diente er zunächst als Landrat. Nach einem bewaffneten griechischen Aufstand auf Samos wurde Berowitsch auf die Insel geschickt. Die osmanische Armee wollte eine Strafexpedition durchführen, jedoch schritt Berowitsch Pascha ein und besiegelte als neu eingesetzter Fürst einen Kompromiss: Für die Griechen der Insel war er ein unabhängiger Prinz, während der Sultan ihn als treuen osmanischen Pascha betrachtete.
Er verbesserte die wirtschaftliche Situation auf Samos und war unter der Inselbevölkerung beliebt. Er versuchte erfolglos, dauerhaft ein System von Zivilbeamten einzuführen, erfolgreich hingegen führte er die Pressefreiheit ein, förderte die Landwirtschaft und gründete 1895 das Archäologische Museum von Samos.
In einer Rede vor dem Parlament von Samos erklärte er:

„Das Parlament und ich haben gemeinsame Grenzen. Ihr solltet meine Grenze nicht überschreiten und ich sollte eure nicht überschreiten. So werden wir Freunde für immer.“

Noch während er sich auf einer Reise in der Region Marathokampos aufhielt, wurde er von der Hohen Pforte mit einem neuen Posten beauftragt. Seine Absetzung wurde von der Bevölkerung Samos’ im Allgemeinen nicht begrüßt.
Nach dem Aufstand der griechischen Einwohner Kretas 1897 wurde Berowitsch Pascha von der Pforte als Generalgouverneur eingesetzt, in der Erwartung, dass er einen ähnlichen Kompromiss wie auf Samos herbeiführen würde. Jedoch waren die Kämpfe auf Kreta bereits in vollem Gange, und obwohl die griechischen Einwohner Kretas ihm mit Wohlwollen gegenüberstanden, wurde Georg Berowitsch von den türkisch-moslemischen Einwohnern sowie der türkischen Armee Kretas abgelehnt. Der „Rote Sultan“ Abdülhamid II. (so genannt wegen der Hamidschen Massaker an den Armeniern) versuchte sein Ansehen durch die Verleihung des Osmanje-Ordens an Berowitsch Pascha zu erhöhen, hatte jedoch dabei keinen Erfolg. Er wurde später sogar auf Anweisung des türkischen Armeekommandanten festgenommen. Die Großmächte verhängten daraufhin eine Blockade über die Insel, um seine Freilassung zu erzwingen. Er wurde mit einer Gruppe von Angehörigen der montenegrinischen Armee ausgestattet, die als seine Leibwächter dienten. Ihre Ankunft auf Chania fand unter Jubel der einheimischen griechischen Bevölkerung statt. Nach der Gründung des unabhängigen Kretischen Staates übergab Berowitsch Pascha die Schlüssel der Festung von Chania an Prinz Georg von Griechenland und zog sich nach Venedig zurück.